# Eriophora astridae
Eriophora astridae là một loài nhện trong họ Araneidae.
Loài này thuộc chi Eriophora. Eriophora astridae được Embrik Strand miêu tả năm 1917.

## Hình ảnh

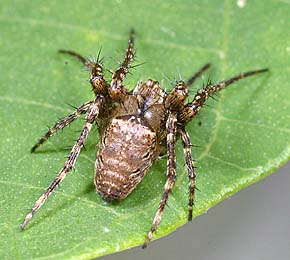
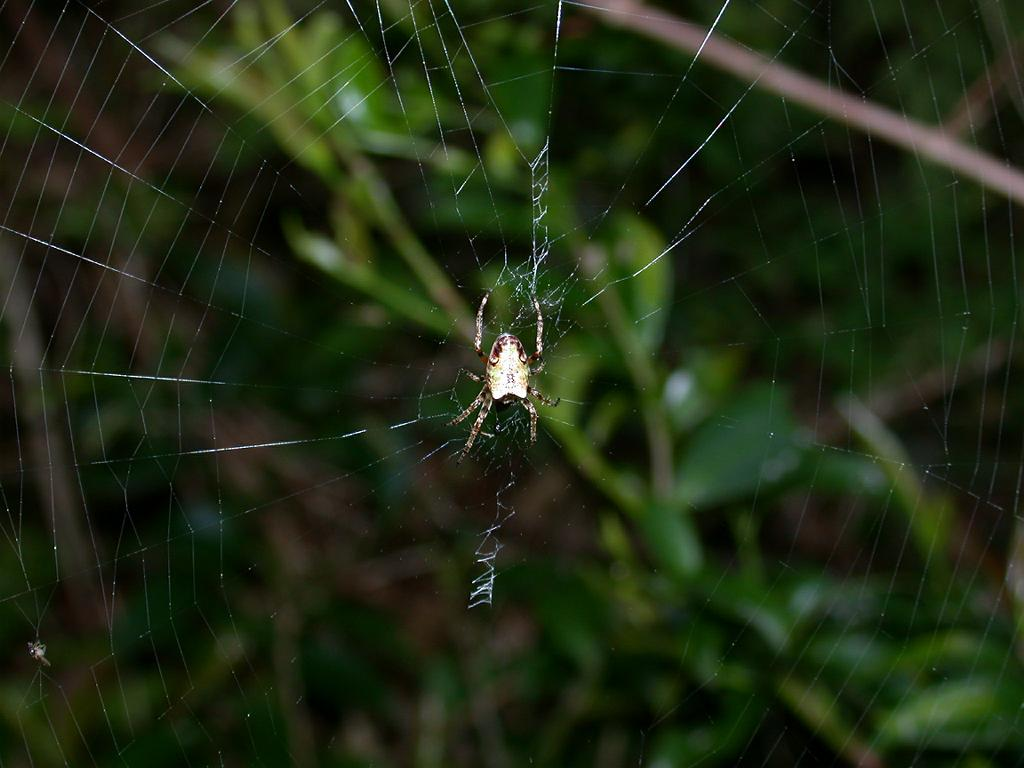